# Johann Nikolaus Knoll
Johann Nikolaus Knoll (* 1667 in Hof; † 25. April 1735 in Hof) war ein deutscher Bildhauer aus der Bildhauerfamilie Knoll. Zusammen mit seinem Sohn Wolfgang Adam Knoll stattete er zahlreiche Kirchen des Hofer Umlandes teilweise komplett aus.

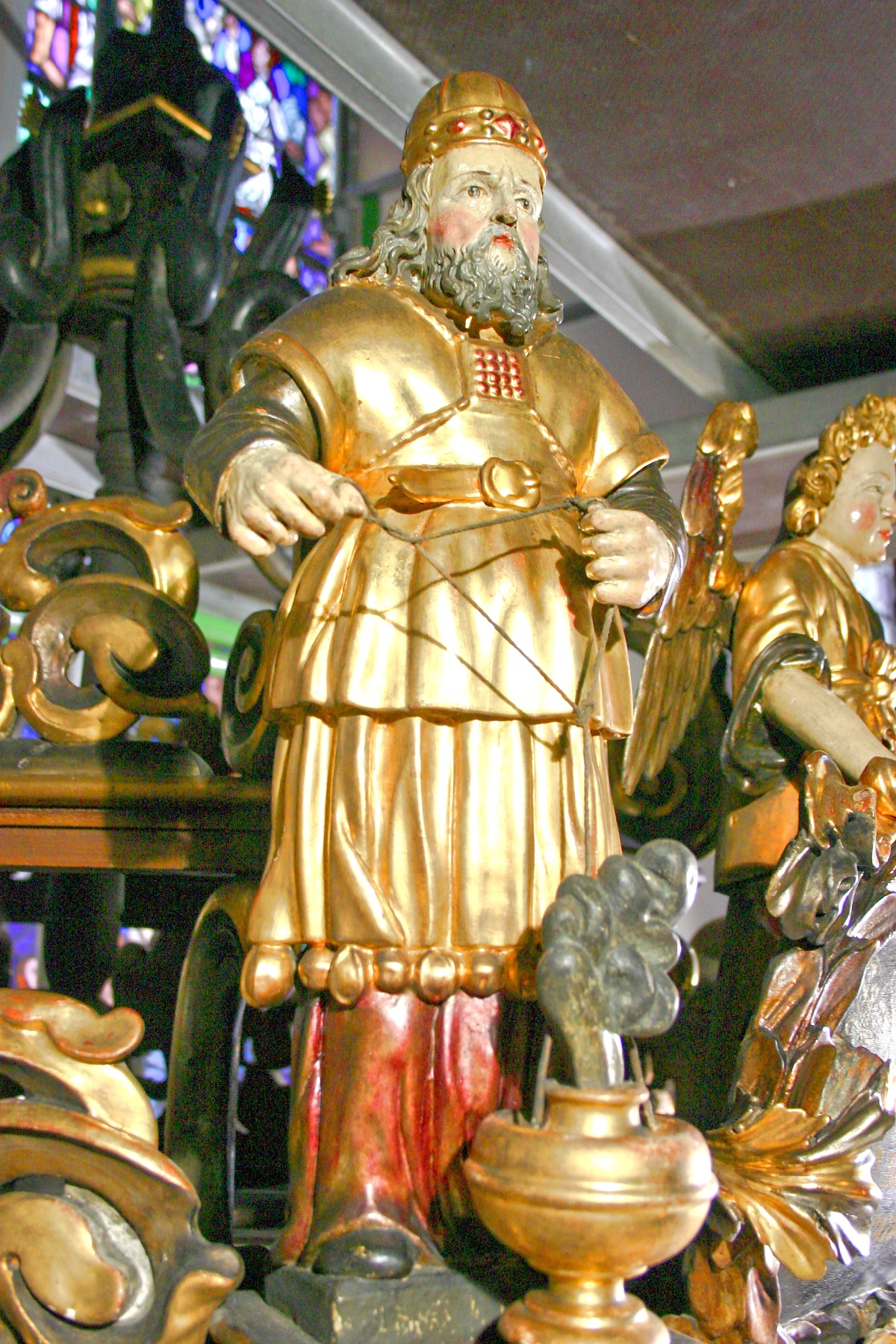
Die Figur des Aaron von Johann Nikolaus Knoll aus dem Kanzeldeckel der Hospitalkirche in Hof (1693). Fassung vom Maler Heinrich Andreas Lohe.

## Leben
Johann Nikolaus Knoll war der Sohn von Metzgermeister Erhard Knoll und Anna Katharina, geborene Wolf. Er wurde am 30. April 1667 getauft, das genaue Geburtsdatum ist nicht bekannt. Entgegen der Tradition der Familie ließ sich Johann Nikolaus als Tischler ausbilden, was ihm den Weg in die Bildhauerei eröffnete. Er lernte vermutlich beim Kulmbacher Hans Georg Brenk. Er heiratete 1697 Magdalena Kunigunde († 22. April 1735), die Tochter des Gymnasiallehrers Johann Georg Erb. Auf dem ehemaligen Friedhof der St.-Lorenz-Kirche hatte er ein Erbbegräbnis, ein Grabmal hat sich nicht erhalten.
Der Heimatforscher Hans Hofner fertigte ein Werkverzeichnis seiner Arbeiten an. Zu seinen frühen Werken zählen die Kanzeln in Konradsreuth (1692) und in der Hospitalkirche Hof (1693) mit reichem Ohrmuschelwerk. 1698 schuf er das Kruzifix und einen ersten Taufengel für die Leonhardskirche in Köditz. Komplette Innenausstattungen für Kirchen, bestehend aus Kanzel, Altar, darunter erste Kanzelaltäre, Taufengel und Orgelgehäuse fertigte er 1698 in Köditz, 1704 in Joditz, in Ölsnitz, Berg und Leupoldsgrün, 1716 in Schauenstein, 1725 in Selbitz und in Kürbitz bei Plauen. Von einem freistehenden Kanzelaltar in Gattendorf von 1707/1708 sind noch einzelne Figuren erhalten, die sein Sohn in den von ihm gefertigten Kanzelaltar übernommen hatte.